# 29874 Rogerculver
29874 Rogerculver este o planetă minoră (asteroid) din centura de asteroizi. A fost descoperită pe 14 aprilie 1999 la Goodricke-Pigott Observatory⁠(d) de Roy A. Tucker⁠(d). 
Obiectul prezintă o orbită caracterizată de o semiaxă mare de 2,5862631 UAi, o excentricitate de 0,14, o înclinație de 8,06119 ° în raport cu ecliptica.